# جيمس فرنسيس ماكنتاير
جيمس فرنسيس ماكنتاير (بالإنجليزية: James Francis McIntyre)‏ هو كاهن كاثوليكي أمريكي، ولد في 25 يونيو 1886 في مانهاتن في الولايات المتحدة، وتوفي في 16 يوليو 1979 في لوس أنجلوس في الولايات المتحدة.

## وصلات خارجية
- جيمس فرنسيس ماكنتاير على موقع مونزينجر (الألمانية)